# Shouting Boots
Shouting Boots was een Nederlands muzikaal radioprogramma dat van 2009 tot en met 2011 op Radio 6 te beluisteren was. De presentatie was in handen van Jaap Boots en Koen Schouten. Er werd voornamelijk jazz, soul, Nederlandstalige rock, roots en wereldmuziek gedraaid. Ook konden artiesten er live optreden. Tussendoor namen Boots en Schouten ook interviews af.
In 2010 werd er een cd uitgegeven met hoogtepunten uit deze radio-uitzendingen.
Op 10 april 2011 raakte bekend dat het programma failliet was gegaan. Op 1 mei dat jaar kwam het ten einde.